# 鄭隆亶
鄭隆亶（915年—928年），大长和末代皇帝，郑回第九世孙，郑仁旻之子。
926年，郑仁旻去世，鄭隆亶嗣位，年号天应，928年（一说927年），东川节度使（剑川节度）楊干貞殺死鄭隆亶，拥立清平侍中趙善政為大天興骠信（国君）。大长和国亡。卒年十四岁，一说卒年二十六岁。鄭隆亶的谥号为恭惠皇帝。